# 迭戈·法布里尼
迭戈·法布里尼（義大利語：Diego Fabbrini；1990年7月31日—）是一位意大利足球運動員。在場上的位置是中場。现效力於羅甲球隊博托沙尼。他也曾代表意大利國家隊和青年足球隊參賽。

## 球會生涯

### 恩波利
法布里尼的職業首秀是在2009年8月，首個職業賽季共在意乙上場30次及打進1球。

### 乌迪内斯
2010年8月31日，乌迪内斯以300萬歐元的價錢取得他和加比爾·安祖拿的共有權，法布里尼在2010/11球季會留在恩波利。
2011/12球季，他回到乌迪内斯並在8月24日首次代表新東家上場，參加2011–12年歐洲冠軍聯賽資格賽對阿仙奴的賽事。8月31日，球會購下他和達尼埃萊·莫里餘下的50%擁有權，總計240萬歐元。2011年9月25日，法布里尼首次在意甲上場參加對卡利亚里的賽事。2012年5月2日對切塞纳，他打進首顆意甲進球使球隊以1-0取勝。2012年11月，球會與法布里尼續約至2017年。
2013年1月31日，意甲球會巴勒莫宣佈借入法布里尼至2012/13年季未。

### 沃特福德
2013年7月19日，七名乌迪内斯被轉讓至英冠球會沃特福德，法布里尼是其中之一並簽約至2017年。首秀是8月3日作客伯明翰並以1-0小勝。他在英格蘭首顆進球是2013年8月17日以3-3戰平雷丁的賽事。

#### 外借期
2014年1月31日，他被外借到意乙球會錫耶納至季末。
2015年1月15日，他被外借到同樣是英冠的米尔沃尔，為期93天，首場比賽是3-1不敵伊普斯维奇城。在伊恩·霍洛韦領軍下，法布里尼共先發上場11次及打進1球，但霍洛韦被辭退後只得到數分鐘的表現機會。3月26日，他被母會召回並外借到伯明翰城至季末。
抵達伯明翰初期，法布里尼就在訓練期間撞傷斷鼻而需要休養。在意大利治療完畢後，4月11日對狼隊的比賽入替安德鲁·希恩尼尔，比賽期間需戴護罩。外借期間共上場5次。
2015年7月27日，他外借加盟米德尔斯堡至2015/16季末。雖然合約條款中沒有中途召回的權限，但米德尔斯堡在2016年1月從南安普顿借入加斯頓·拉美利斯後，雙方同意終止法布里尼的租借合同。

### 伯明翰
2016年1月27日，法布里尼與伯明翰簽下三年半合約，轉會費為150萬鎊，是球會近5年來最昂貴的收購。3天後對布里斯托尔城的比賽，他首度再次代表伯明翰上場。

## 國家隊生涯
2012年8月15日，法布里尼首次披上意大利國家足球隊的球衣參加對英格蘭的友誼賽，他在完場前6分鐘入替，最終以2-1戰敗完場。